# Wilhelmine Amalie von Braunschweig-Lüneburg

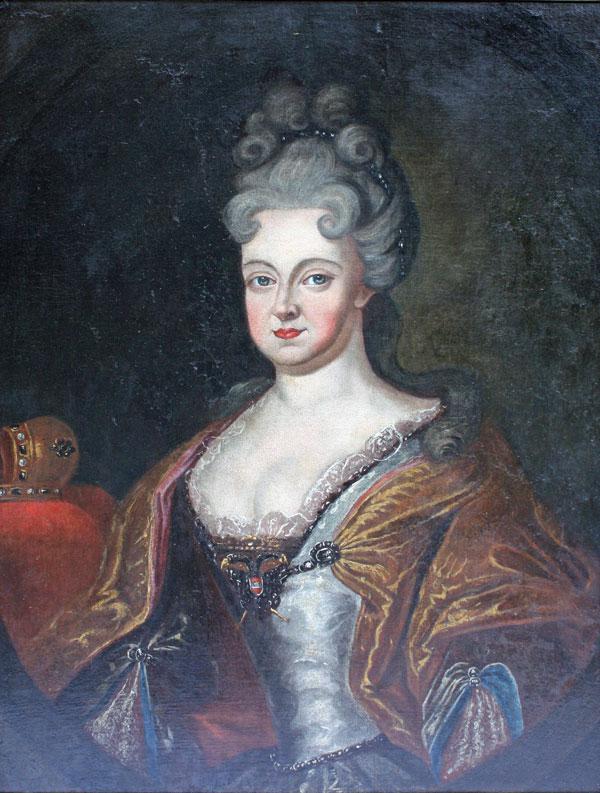
Wilhelmine Amalie von Braunschweig-Calenberg als röm.-deut. Kaiserin

Prinzessin Wilhelmine Amalie von Braunschweig-Calenberg

Wilhelmine Amalie von Braunschweig-Lüneburg (* 21. April 1673 in Hannover; † 10. April 1742 in Wien) war eine Tochter des Herzogs Johann Friedrich von Braunschweig-Calenberg und dessen Gemahlin Benedicta Henriette von der Pfalz sowie Gemahlin von Kaiser Joseph I.

## Leben
Sie wurde von ihrer Mutter katholisch erzogen und wuchs dann bei ihrer Tante Louise Hollandine im Kloster Maubuisson auf. 1693 kam sie nach Hannover zurück. Zunächst gegen den Willen seiner Mutter Eleonore Magdalene von Pfalz-Neuburg warb Joseph bereits früh um sie. Sie galt als ausgesprochene Schönheit, aber auch als sehr fromm und ernst.
Anlässlich ihrer Hochzeit 1699 komponierte Reinhard Keiser, „Cammer-Componist“ im Herzogtum Braunschweig-Wolfenbüttel und später Kapellmeister in Hamburg, die Oper Hercules und Hebe. Dieses Bühnenwerk wurde, wie seinerzeit bei großen Anlässen üblich, an wichtigen kulturellen Zentren in Europa aufgeführt.
Die Ehe schien anfänglich glücklich zu sein, doch Josephs Affären und der Tod ihres einzigen Sohns, des Erben Leopold Joseph, setzten seiner Frau sehr zu. Vor Josephs Thronbesteigung wurde über seine lebenslustige Art hinweggesehen, da er noch jung schien und noch viele Kinder zeugen könne. Seine ersten Affären hatte er im Alter von 15 Jahren. Seine Geliebten waren Kammerzofen und adelige Damen wie Dorothea von Daun. In vielen Quellen wird seine „Verderbtheit“ hervorgehoben. Doch danach wurde die Sorge um sein Leben größer, da kein Erbe für das Habsburgerreich existierte. Mit der Zeit änderte sich auch die Einstellung, dass der Kaiser später noch Kinder zeugen könne, denn Wilhelmine litt offenbar an einer Geschlechtskrankheit, die ihr Joseph angehängt hatte. Joseph hatte sich im Zuge seines vielfältigen Sexuallebens im Jahr 1704 mit einer Geschlechtskrankheit, vermutlich Syphilis, angesteckt. Die Kaiserin litt folglich unter Geschwüren im Unterleib, die einen negativen Einfluss auf ihre Fruchtbarkeit hatten. Außerdem kam es zu einer immer größeren Entfremdung zwischen den Eheleuten, was die Chancen auf Nachwuchs noch weiter minderte.
Die daraus resultierende Unfruchtbarkeit der Kaiserin hatte katastrophale Auswirkungen auf die Dynastie. 1711 wurde sie Witwe, als ihr Mann erst 32-jährig an den Pocken starb, und ihre Schwiegermutter wurde Regentin. Bei ihrem Schwager und Nachfolger ihres Mannes, Karl VI. setzte sie die Anerkennung ihrer beiden Töchter in der Thronfolge durch, die jedoch hinter dessen Tochter zurückstanden. Anfänglich unterstützte sie ihren Schwiegersohn, Herzog Karl Albrecht von Bayern, den späteren Kaiser Karl VII., zog sich dann allerdings ins Privatleben zurück.
Nachdem ihre beiden Töchter verheiratet waren, verbrachte sie ihre Witwenjahre ab 1722 in dem von ihr 1717 gegründeten Salesianerinnenkloster auf dem Rennweg in Wien, wo sie 1742, kurz vor ihrem 69. Geburtstag, an Wassersucht starb.
Ihrer Anordnung gemäß wurde ihr Herz zu den Füßen des Sarges ihres Mannes in der Kapuzinergruft, ihr Körper aber am 13. April 1742 in der Gruft unter dem Hochaltar bei den Salesianerinnen beigesetzt.

## Ehrungen
Der sogenannte Amalientrakt der Wiener Hofburg ist nach ihr benannt. Die heutige Hansenstraße in der Inneren Stadt hieß bis 1894 nach ihr Amaliengasse bzw. Amalienstraße. Die heutige Amalienstraße in Wien Ober-St. Veit ist seit 1869 bzw. 1922 nach ihr benannt.

## Nachkommen
Wilhelmine Amalie und Joseph hatten drei Kinder:
- Maria Josepha (1699–1757)
- Leopold Joseph (1700–1701), Erzherzog
- Maria Amalie (1701–1756)